# باول غولدينج
باول غولدينج هو سياسي بريطاني، ولد في 25 يناير 1982 في Camberwell ‏ في المملكة المتحدة. نشط حزبياً في بريطانيا أولا (2011 – 2011) والحزب الوطني البريطاني.